# 刻裂丽蚌
刻裂丽蚌（学名：Lamprotula scripta）为蚌科丽蚌属的动物，俗名窝子、白玉蛤，是中国的特有物种。分布于江苏、安徽、江西、湖南等地，常生活于水深以及冬季不干枯的湖泊河流。